# Saint-Porchaire
Saint-Porchaire là một xã trong tỉnh Charente-Maritime trong vùng Nouvelle-Aquitaine, tây nam nước Pháp. Xã Saint-Porchaire nằm ở khu vực có độ cao trung bình 23 mét trên mực nước biển.